# Fred Astaire
Pour les articles homonymes, voir Austerlitz et Astaire.
Frederick Austerlitz, dit Fred Astaire [fɹɛd ˈæstɛɚ], est un acteur,  danseur à claquettes, chanteur, magicien et compositeur américain, né le 10 mai 1899 à Omaha (Nebraska) et mort le 22 juin 1987 à Los Angeles (Californie).
Fred Astaire est particulièrement connu pour ses performances de danse et de chant, en solo ou accompagné. Durant l'âge d'or d'Hollywood, le duo qu'il forme avec Ginger Rogers est notamment la tête d'affiche d'une dizaine de comédies musicales.
Au cours de sa carrière, il a notamment obtenu un Oscar d'honneur, ainsi qu'un Golden Globe et un BAFTA du meilleur acteur dans un second rôle pour le film La Tour infernale (1974).

## Biographie

### Enfance et formation

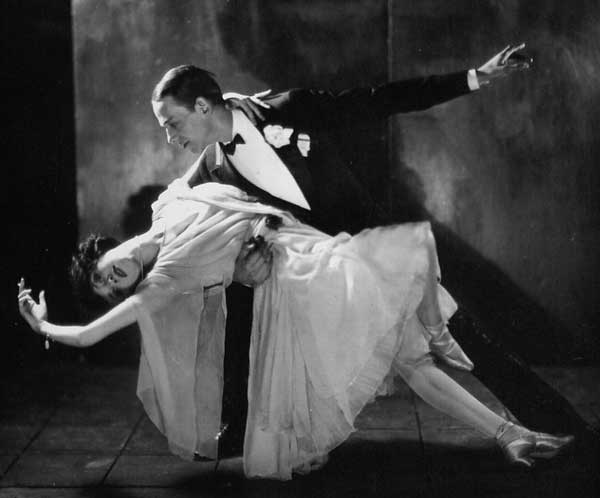
Fred Astaire et sa sœur Adele en 1921.

En 1892, Friedrich E. Austerlitz, le père de Fred Astaire, brasseur originaire de Linz, émigre d'Autriche vers les États-Unis où il épouse Johanne Geilus, une institutrice née dans le Nebraska mais d'ascendance prussienne. Fred Astaire, de son vrai nom Frederick Austerlitz, naît le 10 mai 1899 à Omaha (Nebraska).
En 1905, le gouverneur du Nebraska fait voter une loi interdisant la fabrication de bière. Son père est ruiné, et toute la famille déménage à New York. Sa sœur aînée Adele y prend des leçons de danse à l'école Claude Alviene. Fred l'accompagne et découvre sa passion. C'est en 1905, lorsqu'Adele et lui interprètent une petite pièce de théâtre (une adaptation de Cyrano de Bergerac), qu'il adopte le nom d'« Astaire » ; ce pseudonyme (adopté aussi par Adele) a été choisi car c'est le nom de jeune fille de sa grand-mère paternelle. Cette pièce marque le début de leur carrière, l'école les faisant participer à des représentations professionnelles dès l'automne 1905 ; plébiscités par la presse locale, ils entament une série de nombreuses tournées. Fred et Adele effectuent leur première performance à Broadway en 1917, dans la comédie musicale Over the Top. Le spectacle est un échec relatif, mais la carrière des Astaire est définitivement lancée. Fred et Adele se produiront ensemble tout au long des années 1920, à Broadway et en Angleterre. Ils se séparent en 1932, après le très acclamé The Band Wagon, au New Amsterdam Theatre (New York), lorsque Adele épouse Lord Charles Cavendish, fils du duc du Devonshire (Angleterre).

### Comédies musicales

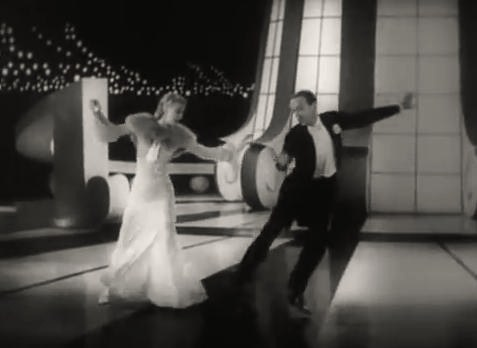
Fred Astaire et Ginger Rogers dans En suivant la flotte (1936)

Fred Astaire fait la connaissance de George et Ira Gershwin en 1922, lors de la production de For Goodness Sake, un spectacle dont les Gershwin ont écrit quelques chansons - une rencontre qui donnera lieu à de nombreuses collaborations.
Fort de nombreuses performances acclamées par la critique, Fred Astaire se taille une réputation de chorégraphe et metteur en scène à Broadway. En 1930, Alfred Aarons lui demande de revoir le morceau Embraceable You, dans sa comédie musicale Girl Crazy. Cette même année, Astaire rencontre Ginger Rogers, avec laquelle il tournera plusieurs films.
Lorsque The Band Wagon s'arrête, après 260 représentations, Fred incarne le rôle principal de la comédie musicale The Gay Divorcee, écrite par Cole Porter, spectacle qui durera 248 représentations. C'est alors que le cinéma commence à s'intéresser à lui. Le producteur Mervyn LeRoy aborde Astaire pour faire un film de The Gay Divorcee. Intéressé par le grand écran, Astaire se présente aux studios de la RKO, où il effectue un bout d'essai en janvier 1933. Malgré le retour laconique d'un dirigeant du studio sur sa performance (probablement une citation apocryphe : « Can't sing. Can't act. Balding. Can dance a little. » (« Ne sait pas chanter. Ne sait pas jouer. Légère calvitie. Danse un peu. »), David O. Selznick l'engage pour Carioca (Flying Down to Rio). Il entame alors une carrière cinématographique sans précédent.
Le 12 juillet 1933, il épouse Phyllis Potter, rencontrée un an auparavant. Le grand amour de Fred Astaire demeure Phyllis Livingston Potter. Le couple donne naissance à deux enfants, Fred Astaire Junior, né en 1936, et Ava Astaire McKenzie, née en 1942. Ils vivent un mariage heureux jusqu'en 1954, lorsque sa femme décède d'un cancer du poumon.

### Carrière au cinéma

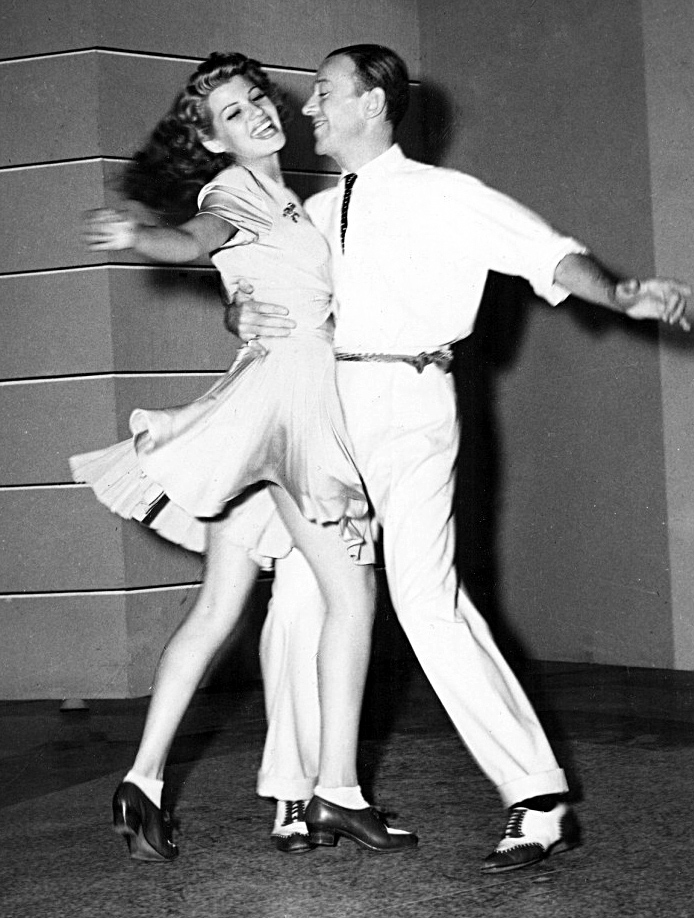
Rita Hayworth et Fred Astaire dans Ô toi ma charmante

En raison de retards dans la production de Carioca, Fred Astaire débute dans Le Tourbillon de la danse (Dancing Lady), aux côtés de Joan Crawford et Clark Gable.
Carioca, 1933, est son premier film avec Ginger Rogers. La critique acclame ses talents de danseur et Astaire fait la connaissance dans les studios du chorégraphe Hermes Pan, avec qui il collaborera de nombreuses années. RKO l'engage pour le tournage de La Joyeuse Divorcée (The Gay Divorcee), pour lequel Astaire obtient un pourcentage sur les recettes, clause jusque-là extrêmement rare dans les mœurs hollywoodiennes. Ce film consacre le couple Astaire-Rogers, parrainé par Hermes Pan. Le trio et ses succès sont à l'origine de l'importance que prendront les numéros dansés dans les comédies musicales hollywoodiennes.
Cherchant à diversifier sa carrière. Astaire accepte une offre de la part de NBC pour une émission de radio (Your Hit Parade), pour les cigarettes Lucky Strike. Son film suivant, En suivant la flotte (Follow the Fleet), tourné en 1936, est à nouveau un grand succès qui conforte le couple Astaire-Rogers au sommet des hit-parades. L'Entreprenant Monsieur Petrov (Shall we dance) et Amanda n'ont cependant pas le succès escompté et la collaboration de Fred Astaire avec Ginger Rogers s'achève avec le tournage de La Grande Farandole (The Story of Vernon and Irene Castle) en 1939.
Fred Astaire eut pour partenaire Eleanor Powell dans Broadway qui danse, ainsi que Rita Hayworth dans L'Amour vient en dansant et dans Ô toi ma charmante, qui, toutes deux et comme ses partenaires suivantes, furent comparées par la critique à Ginger Rogers ; mais on ne retrouvait pas avec elles l'alchimie du couple mythique.
En 1946, après le tournage de La Mélodie du bonheur, Fred Astaire annonce à la presse qu'il se retire du monde du cinéma. Le film est annoncé comme étant son dernier et des milliers de lettres de protestation lui parviennent, le public ne se résignant pas à sa disparition de l'affiche.

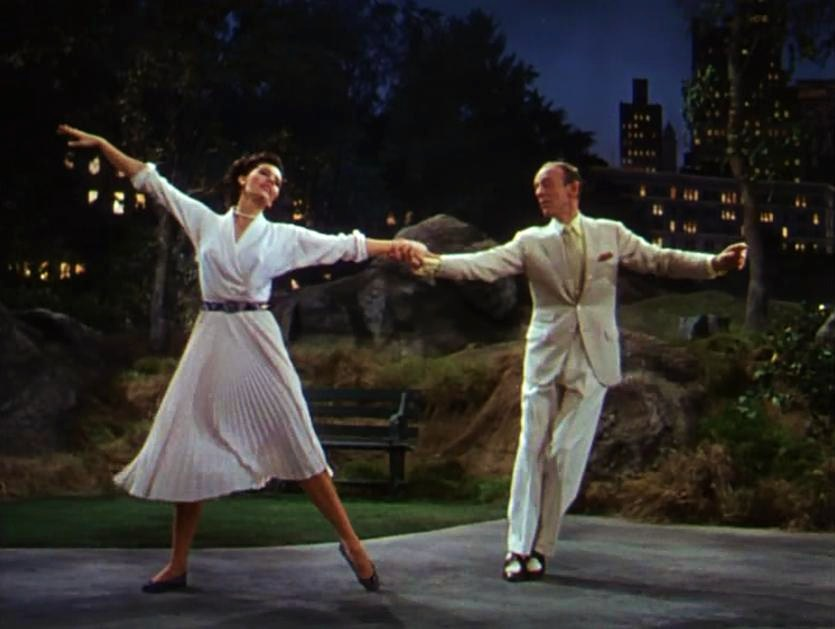
Cyd Charisse et Fred Astaire dans Tous en scène

Sa retraite est de courte durée. En octobre 1947, alors que Judy Garland et Gene Kelly sont en répétition pour Parade de printemps, Kelly se casse la cheville et appelle Astaire pour le remplacer. Conscient du potentiel Astaire-Garland sur une même affiche, le studio les reconduit pour un second film. Judy Garland en est évincée en raison de ses retards constants et de son comportement erratique ; elle est remplacée au pied levé par Ginger Rogers. Dix ans plus tard, faute d'affiche Astaire-Garland, Arthur Freed s'offre le retour du couple Astaire-Rogers. Entrons dans la danse est un succès et ravit les fans du couple dansant. La carrière de Fred Astaire prend un nouvel essor. Il tourne certains de ses plus grands films, jusqu'à la fin des années 1950, période à laquelle les offres se font plus rares.
Il tourne une série d'émissions spéciales pour la télévision, jusqu'au début des années 1960. L'un de ces programmes, Une soirée avec Fred Astaire (An Evening with Fred Astaire), remporte 9 Emmy Awards en 1958.
Astaire continue sa carrière cinématographique de façon sporadique jusque dans les années 1980, apparaissant dans des films tels La Vallée du bonheur en 1968 (sa dernière comédie musicale) et La Tour infernale en 1974, pour lequel il reçoit sa seule nomination aux Oscars dans la catégorie meilleur second rôle masculin. Il apparaît dans le documentaire That's Entertainment!, au milieu des années 1970, dans un numéro de danse avec Gene Kelly. Il participe aussi en 1978 à la série télévisée de science-fiction Galactica et tourne son dernier film, Le Fantôme de Milburn (Ghost Story) en 1981.
Il reçoit un Oscar d'honneur en 1950 « pour son talent artistique exceptionnel et sa contribution à la technique des comédies musicales ». L'American Film Institute lui remet un « Lifetime Achievement Award » en 1981. Il le classera cinquième acteur de légende.
Fred Astaire meurt en juin 1987 d'une pneumonie aiguë ; il est inhumé à Chatsworth en Californie.

## Filmographie

### Cinéma

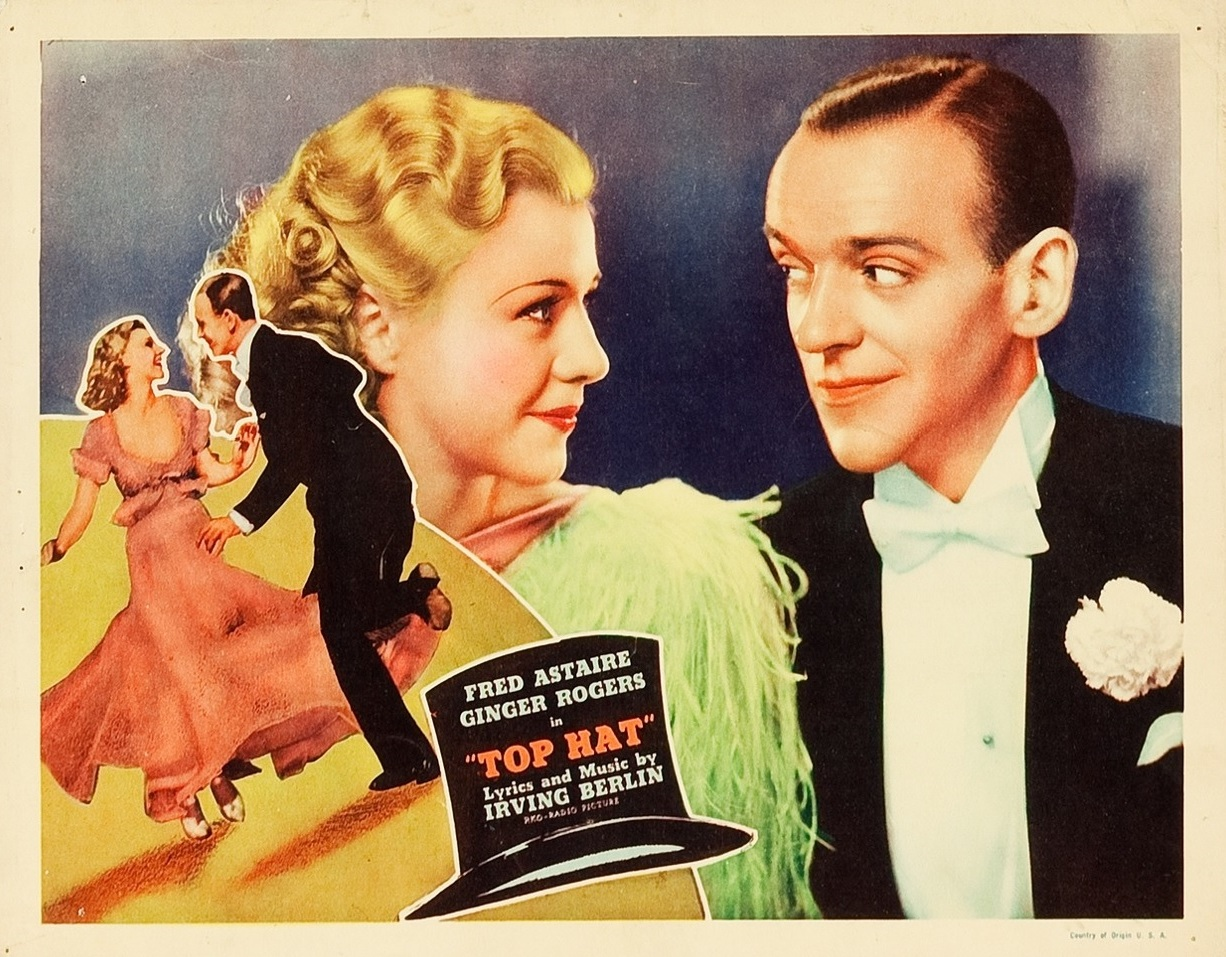
Ginger Rogers et Fred Astaire dans Le Danseur du dessus.

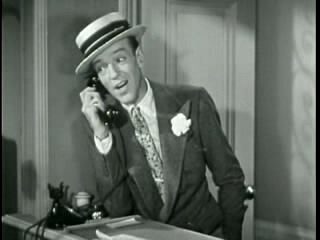
Fred Astaire dans Swing Romance.

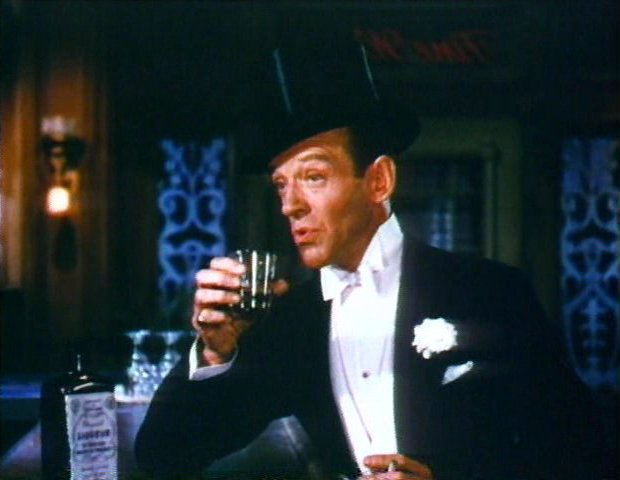
Fred Astaire dans Mariage royal.

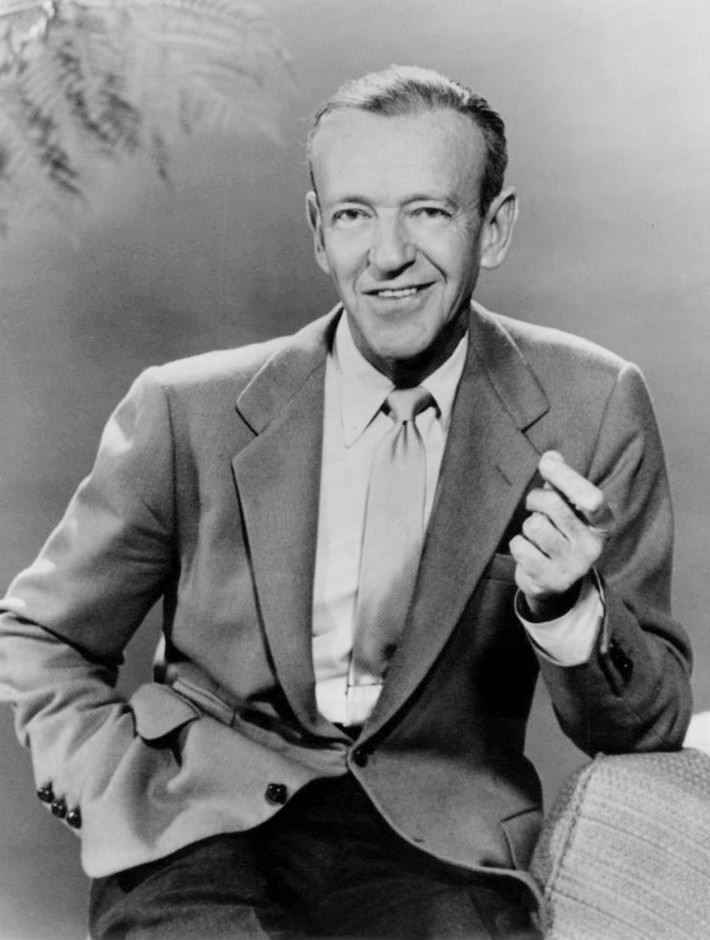
Fred Astaire en 1962.

- 1933 : Le Tourbillon de la danse (Dancing Lady) de Robert Z. Leonard : Fred Ayres
- 1933 : Carioca (Flying Down to Rio) de Thornton Freeland
- 1934 : La Joyeuse Divorcée (The Gay Divorcee) de Mark Sandrich
- 1935 : Roberta de William A. Seiter
- 1935 : Le Danseur du dessus (Top Hat)[12] de Mark Sandrich : Jerry Travers
- 1936 : En suivant la flotte (Follow the Fleet) de Mark Sandrich
- 1936 : Sur les ailes de la danse (Swing Time) de George Stevens
- 1937 : Une demoiselle en détresse (Damsel in Distress) de George Stevens
- 1937 : L'Entreprenant Monsieur Petrov (Shall We Dance) de Mark Sandrich
- 1938 : Amanda (Carefree) de Mark Sandrich
- 1939 : La Grande Farandole (The Story of Vernon and Irene Castle) de Henry C. Potter
- 1940 : Broadway qui danse (Broadway Melody of 1940) de Norman Taurog : Johnny Brett
- 1940 : Swing Romance (Second Chorus) de Henry C. Potter : Danny O'Neill
- 1941 : L'amour vient en dansant (You'll Never Get Rich) de Sidney Lanfield
- 1942 : L'amour chante et danse (Holiday Inn) de Mark Sandrich
- 1942 : Ô toi ma charmante (You Were Never Lovelier) de William A. Seiter
- 1943 : L'Aventure inoubliable (The Sky's the Limit) d'Edward H. Griffith
- 1945 : Yolanda et le Voleur (Yolanda and the Thief) de Vincente Minnelli : Johnny Parkson Riggs
- 1946 : Ziegfeld Follies de Vincente Minnelli, rôles de Raffles/Tai Long/Un gentleman
- 1946 : La Mélodie du bonheur (Blue Skies) de Stuart Heisler : Jed Potter
- 1948 : Parade de printemps (Easter Parade) de Charles Walters : Don Hewes
- 1949 : Entrons dans la danse (The Barkleys of Broadway) de Charles Walters : Josh Barkley
- 1950 : Trois Petits Mots (Three Little Words) de Richard Thorpe : Bert Kalmar
- 1950 : Maman est à la page (Let's Dance) de Norman Z. McLeod : Donald Elwood
- 1951 : Mariage royal (Royal Wedding) de Stanley Donen : Tom Bowen.
- 1952 : La Belle de New York (The Belle of New York) de Charles Walters : Charlie Hill
- 1953 : Tous en scène (The Band Wagon) de Vincente Minnelli : Tony Hunter
- 1955 : Papa longues jambes (Daddy Long Legs) de Jean Negulesco : Jervis Pendleton III
- 1957 : Drôle de frimousse (Funny Face) de Stanley Donen : Dick Avery
- 1957 : La Belle de Moscou (Silk Stockings) de Rouben Mamoulian (remake de Ninotchka d'Ernst Lubitsch) : Steve Canfield
- 1959 : Le Dernier Rivage (On the Beach) de Stanley Kramer : Julian Osborne
- 1961 : Mon séducteur de père (The Pleasure of his Company) de George Seaton
- 1962 : L'Inquiétante dame en noir (The Notorious Landlady) de Richard Quine : Franklyn Ambruster
- 1968 : La Vallée du bonheur (Finian's Rainbow) de Francis Ford Coppola : Finian McLonergan
- 1969 : Une combine en or (Midas Run) d'Alf Kjellin
- 1972 : Imagine (en) de John Lennon et Yoko Ono
- 1974 : La Tour infernale (Towering Inferno) de John Guillermin : Harlee Clairborne
- 1974 : Il était une fois Hollywood (That Entertainment Part I) documentaire de Jack Haley Jr : lui-même
- 1976 : Les Dobermans reviennent (en) (The Amazing Dobermans) de Byron Chudnow[13] : Daniel Hughes
- 1976 : Hollywood, Hollywood (That's Entertainement Part II) - Film documentaire de Gene Kelly : lui-même
- 1977 : Un taxi mauve d'Yves Boisset : Docteur Scully
- 1981 : Le Fantôme de Milburn (Ghost Story) de John Irvin : Ricky Hawthorne

### Télévision
- 1969-1970 : Opération vol (It Takes a Thief) : Alistair Mundy
- 1978 : Battlestar Galactica, épisode La voie du sang (The Man with Nine Lives) : Caméléon

## Distinctions
- 1950 : Oscar d'honneur pour sa contribution au monde de la comédie musicale.
- 1975 : Golden Globe du meilleur acteur dans un second rôle pour La Tour infernale
- 1975 : Nomination à l'Oscar du meilleur acteur dans un second rôle pour La Tour infernale
- 1976 : BAFTA du meilleur acteur dans un rôle secondaire pour La Tour infernale.
- 1981 : L'American Film Institute lui remet un Lifetime Achievement Award pour saluer l'ensemble de sa carrière.

## Voix françaises notables

### Roger Rudel
- Parade de printemps
- Entrons dans la danse
- Mariage royal
- Trois Petits Mots (dialogues)
- Tous en scène (dialogues)
- Drôle de frimousse
- La Belle de Moscou
- Mon séducteur de père

### Claude Dauphin
- La Vallée du bonheur (dialogues)
- La Tour infernale (1er doublage)
- Un taxi mauve

### Lucien Jeunesse
- Trois Petits Mots (chant)
- Tous en scène (chant)

### Autres
- Henry Tallourd dans La Vallée du bonheur (chant)
- Henri Ebstein dans Le Danseur du dessus
- Roger Tréville dans Papa longues jambes
- Pierre Leproux dans Le Dernier Rivage
- Pierre Gay dans L'Inquiétante Dame en noir
- Henri Labussière dans Le Fantôme de Milburn
- Roger Carel dans La Tour infernale (2e doublage)